# Arijadna (mitologija)
Arijadna (grč. Ἀριάδνη, Ariádnê) u grčkoj mitologiji kći je kretskog kralja Minosa i kraljice Pasifaje, pomogla je Tezeju da izađe iz Labirinta.

## Etimologija
Arijadnino grčko ime vjerojatno dolazi iz kretskog prefiksa αρι, ari- = "najviše" i riječi αδνος, adnos = "svet".

## Mitologija

### Arijadna iTezej
Androgeja, Minosova sina, ubili su Atenjani, ljubomorni na njegove pobjede na Panatenskom festivalu, Egejovim igrama, gdje je svaki put pobijedio. Druga inačica mita govori da ga je ubio kretski bik na Maratonu, na Egejovu zapovijed. Da bi osvetio sinovu smrt, Minos je zaratio s Atenom. Zahtijevao je da se sedam atenskih djevojaka i mladića (izabranih izvlačenjem slamki) žrtvuje Minotauru svakih devet godina (ili prema nekim izvorima svake godine; prema kretskoj astronomiji, pun je Mjesec bio u ekvinociju svakih osam godina). Kad se treće žrtvovanje bližilo, Tezej se dobrovoljno javio da će ubiti čudovište. Obećao je svome ocu Egeju da će postaviti bijela jedra ako pohod bude uspješan.
Arijadna se zaljubila u Tezeja i pomogla mu da izađe iz Labirinta davši mu klupko vune kojim je slijedio vlastiti trag. Tezej je ubio Minotaura magičnim mačem koji mu je dala Arijadna te je pustio ostale Atenjane iz labirinta.
No, Tezej je zaboravio promijeniti crna jedra tugovanja na brodu s bijelima te je njegov otac Egej, shrvan počinio samoubojstvo. Naime, danima je gledao na pučinu, i kad je vidio crna jedra, od tuge se bacio u more koje je po njemu nazvano Egejsko more. S druge strane, Minos je bio ljut što je Tezej uspio pobjeći te je zatvorio Dedala i njegova sina Ikara u labirint ili, prema nekim izvorima, u toranj. Uspjeli su pobjeći tako da su napravili krila. No, Ikar je letio previsoko te se vosak na krilima otopio, a on je pao u more. Druga inačica mita govori da je Minos odustao od rata jer je volio Tezeja.

### Arijadna iDioniz
Prema Heziodu, Tezej je sa sobom poveo i Arijadnu, obećavši joj brak, no zapravo je volio njezinu mlađu sestru Fedru. Kada su na povratku u Atenu brodom pristali na otoku Naksu, kako bi se odmorili, Tezej je ondje ostavio usnulu Arijadnu, a sam se vratio kući. Nad ostavljenom i silno ražalošćenom Arijadnom sažalio se bog Dioniz te ju je učinio svojom ženom i božicom, iako ona, prema legendi, nikad nije prestala voljeti Tezeja.
Druga inačica mita govori da je bila udana za Tezeja te da je pobjegla Dionizu.
S Dionizom je imala Toanta i blizance Enopiona ("koji pije vino") i Stafila ("grozd"), a prema nekim izvorima i Euanta ("bogato cvjetajući"). Arijadnina je vjenčana kruna postavljena na nebo kao zviježđe Korona. Ostala je vjerna Dionizu.

### Smrt
Prema nekim izvorima ubio ju je Perzej u Argu, a prema drugim objesila se na drvetu, što je zajednička mezopotamska tema (usp. Erigona ili Artemida), a jer je se smatra i božicom tkanja (poput Arahne), povezuje se i s mitemom nimfe koja se objesi.
Dioniz se spustio u Had i vratio je, zajedno sa svojom majkom Semelom, a potom su se pridružili bogovima na Olimpu.

## Vanjske poveznice
- Arijadna u klasičnoj literaturi i umjetnosti (engl.)
- Arijadna u grčkoj mitologiji (engl.)